# 弗里蒙特-威纳马国家森林
弗里蒙特-威纳马国家森林（英語：Fremont–Winema National Forest）是一座美国国家森林，2002年由弗里蒙特国家森林和威纳马国家森林合并而来。森林位于俄勒冈州南部，西接喀斯喀特山脉山冠，东邻拉克夫由市。该地区有 300 多种野生动物和鱼类。在森林的北部，西侧是97号美国国道，东侧是31号俄勒冈州州道。加州、俄勒冈州州界线则成为了森林的南侧边缘。森林附近较大的城市只有克拉马斯福尔斯。森林由美国国家森林局控制，其行政中心位于莱克维尤。

## 弗里蒙特国家森林
弗里蒙特国家森林以约翰·C·弗里蒙特（John C. Frémont）的名字命名，他于1843年代表美国陆军工程兵团探索了该地区。它位于俄勒冈州莱克县西部和克拉马斯县东部，占地面积1,207,039英亩（4,885平方公里） 。布莱县、莱克维尤县、佩斯利县和银湖县设有当地护林员办事处。华纳峡谷滑雪场曾属于弗里蒙特，直到土地交换后所有权转移到莱克县。

## 威尼玛国家森林公园
威尼玛国家森林公园是位于俄勒冈州中南部喀斯喀特山东坡的克拉马斯县的国家森林，占地 1,045,548 英亩（4,231 平方公里）。森林与喀斯喀特山脉山顶附近的火山口湖国家公园接壤，向东延伸至克拉马斯盆地。在盆地底部附近，森林逐渐被与克拉马斯湖上游和威廉森河流域相关的广阔沼泽和草地所取代。在北部和东部，大片的黄松和北美短叶松生长在厚厚的浮石和火山灰上，这些浮石和火山灰在近 7,000 年前马扎马山喷发期间覆盖了该地区。1993 年林业局的一项研究估计，森林的原始森林面积（经济定义）为 711,674 英亩（288,004 公顷）。
42°36′N 121°12′W / 42.600°N 121.200°W
1. ↑  . www.fs.usda.gov.   [2025-08-15] （英语）.
2. ↑  , 2025-06-29  [2025-08-15] （英语）
3. ↑  , 2025-06-29  [2025-08-15] （英语）
4. ↑  . www.fs.usda.gov.   [2025-08-15] （英语）.